# Partido Socialista (Perú)
El Partido Socialista (PS) es un partido político peruano de centroizquierda, inspirado en la socialismo democrático. Fue fundado el 15 de octubre de 2005, como sucesor del Partido Unificado Mariateguista. En las elecciones de 2011, el partido formó parte de la coalición Gana Perú. Su fundador, Javier Diez Canseco, obtuvo un cupo como congresista representando a Lima.

## Historia
El Partido Socialista tiene sus orígenes en el Partido Unificado Mariateguista, miembro de la coalición Izquierda Unida. El partido finalmente desapareció después de las elecciones generales de Perú de 1995. Entre sus líderes, Javier Diez Canseco se erigió como el más destacado de los miembros izquierdistas del Congreso peruano durante el segundo mandato de Alberto Fujimori como presidente del Perú. 
Los acontecimientos que rodearon la reelección de Fujimori en las elecciones generales de Perú de 2000 restringieron la administración, ya que la izquierda peruana volvió a surgir en la oposición. Con Alan García del Partido Aprista Peruano regresando a Perú para postularse a la presidencia en las elecciones generales de Perú de 2001, la izquierda no tuvo más opción que apoyarlo contra el más centrista Alejandro Toledo. Unión por el Perú obtuvo 6 escaños en el Congreso peruano, entre ellos uno para Javier Diez Canseco.
En 2005, Diez Canseco anunció su intención de postularse para la presidencia de Perú en las elecciones generales de Perú de 2006 bajo un nuevo partido basado en el desaparecido Partido Unificado Mariateguista. El 15 de octubre de 2005 se fundó el Partido Socialista y en los meses siguientes Diez Canseco fue elegido candidato presidencial. En las elecciones generales celebradas el 9 de abril de 2006, el partido obtuvo el 1,2% del voto popular pero no obtuvo escaños en el Congreso de la República. El boleto presidencial en sí alcanzó el 0.4%, ubicándose noveno a nivel nacional.
Como el partido no logró pasar el umbral electoral, perdió su registro en el Jurado Nacional de Elecciones en el 2007. Para las elecciones generales de Perú de 2011, el partido fue incluido en la coalición Gana Perú liderada por Ollanta Humala como candidato presidencial. Diez Canseco fue elegido al Congreso para el período 2011-2016, pero falleció en 2013.
En 2012, César Acurio Zavala, ingeniero, histórico activista del mariateguismo, fue elegido Secretario General; y como Subsecretario General el exlíder estudiantil de la UNMSM y diputado por el Partido Unificado Mariateguista, Julio Castro Gómez.

## Ideología
El partido se basa en el mariateguismo, pensamiento desarrollado por José Carlos Mariátegui y la construcción original de socialismo en el Perú a partir de la realidad peruana. El Partido Socialista aboga por la democracia participativa, con una descentralización efectiva, fortalecimiento de las organizaciones sociales, etc. Además, está a favor de la nacionalización de los recursos naturales, el cambio de la matriz productiva, el desarrollo sostenible, defensa de los derechos humanos y las demandas históricas de los trabajadores, mujeres, jóvenes, indígenas, y todos los grupos oprimidos. Está a favor de medidas contra los problemas ambientales y el cambio climático. Su objetivo final es forjar una sociedad sin clases sociales, diversa y creativa.

## Estructura
Cuenta con diversas secretarías, como la de programa, regional, medio ambiente, municipal, de la mujer, de movimientos sociales, movimientos humanos y la Juventud del Partido Socialista. En marzo de 2008, el Partido Socialista convocó a elecciones generales internas mediante el procedimiento de un militante un voto, hecho pionero en la izquierda peruana. Se eligió de esa manera a la Comisión Política y al Comité Ejecutivo Nacional (CEN) en cada región.

## Miembros notables
- Javier Diez Canseco
- Aída García-Naranjo
- Susel Paredes
- Gustavo Bueno
- Marisa Glave[7][8]
- Sigrid Bazán[9][10]
- Pedro Francke[cita requerida]
- Javier Iguiñiz[cita requerida]
- Hugo Blanco[cita requerida]
- Romel Ullilen[cita requerida]
- Nicolás Lynch[cita requerida]
- Rolando Ames[cita requerida]
- Antonio Zapata[cita requerida]
- Virginia Vargas[cita requerida]
- Hugo Cabieses[11][12]
- Nelson Manrique[cita requerida]
- Manuel Piqueras[cita requerida]
- Narda Henríquez[cita requerida]
- Josefina Huamán[cita requerida]
- Carlos Iván Degregori[cita requerida]
- Abelardo Sánchez León[cita requerida]

## Resultados electorales

### Elecciones Presidenciales
|  | 0.49 % |

|  | 31.72 % |

|  | 51.45 % |

|  | 18.74 % |

|  | 7.8 % |

### Elecciones Parlamentarias
|  | 1.25 % |

|  | 25.27 % |

|  | 13.94 % |

|  | 4.80 % |

|  | 6.59 % |

### Elecciones al Parlamento Andino
|  | 1.64 % |

|  | 27.02 % |

|  | 15.46 % |

|  | 6.98 % |

### Elecciones regionales y municipales
| Año  | Gobiernos Regionales | Alcaldías Provinciales | Alcaldías Distritales |
| Año  | Representantes       | Representantes         | Representantes        |
| ---- | -------------------- | ---------------------- | --------------------- |
| 2006 | 0/25                 | 2/196                  | 9/1874                |